# Завод имени Седина (остановочный пункт)
Завод имени Седина — железнодорожная станция Северо-Кавказской железной дороги на участке Краснодар — Энем I. Расположена в черте Краснодара, между станциями Кубань и Краснодар I.

## Описание
Остановочный пункт представляет собой 2 боковые низкие платформы с местами для сиденья. С одной из платформ есть спуск к трамвайной остановке Краснодарского трамвая.

## Поезда по станции
Поезда дальнего следования остановки не имеют. Останавливаются следующие поезда пригородного сообщения:
| № поезда            | Маршрут движения         | № поезда            | Маршрут движения         |
| ------------------- | ------------------------ | ------------------- | ------------------------ |
| 6753/6755/6757/6759 | Краснодар — Новороссийск | 6752/6754/6756/6758 | Новороссийск — Краснодар |
| 6715/6717/6719      | Краснодар — Горячий Ключ | 6716/6718/6720      | Горячий Ключ — Краснодар |